# 二洲岛
二洲岛，是珠海市香洲區担杆鎮管辖的一座海岛。位于珠江口外。属于万山群岛最东部的担杆列岛。面积8.15km2。